# ويبيل

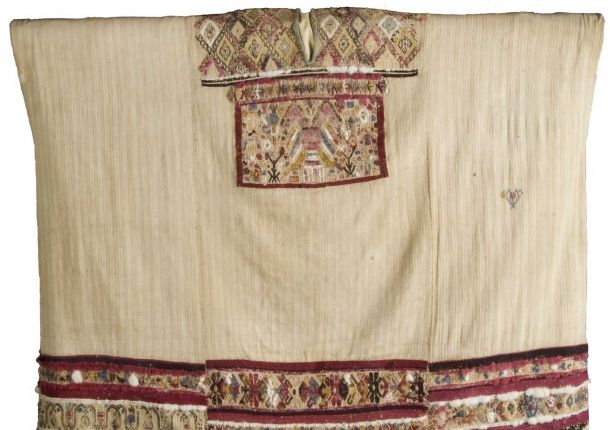
الويبيل المكسيكي

الويبيل هي الملابس التقليدية من وسط أمريكا والمكسيك. بل هو نوع من رداء الكاهن الذي ترتديه النساء، على سبيل المثال المرأة المايا في غواتيمالا ؛ مزينة التطريز اللامعة وتختلف من قرية إلى أخرى. الزخارف من المطرزات غالبا ما يكون لها معنى رمزي أو الدينية أو التاريخية.